# (1712) Angola

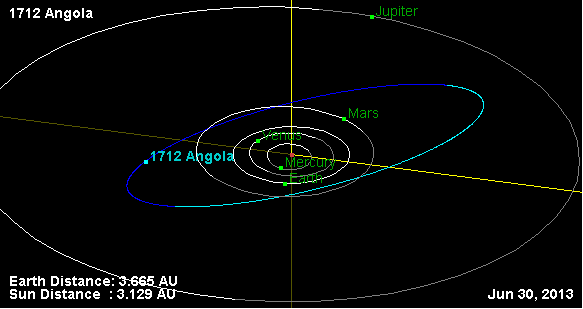
Òrbita de l'asteroide (1712) Angola.

Angola és l'asteroide número 1712. Va ser descobert per l'astrònom Cyril V. Jackson des de l'observatori de Johannesburg (República de Sud-àfrica), el 28 de maig de 1935. La seva designació alternativa és 1935 KC.